# Азійська автомагістраль AH1
Азійська автомагістраль 1 (англ. Asian Highway, AH1) — найдовший маршрут мережі Азійських автомобільних доріг, протяжністю 20,557 км від Токіо, Японія через Корею, Китай, Південно-Східну Азію, Бангладеш, Індію, Пакистан, Афганістан та Іран до кордону між Туреччиною та Болгарією на захід від Стамбула, де з’єднується з європейським маршрутом E80, що пролягає до Лісабона, Португалія.

## Японія

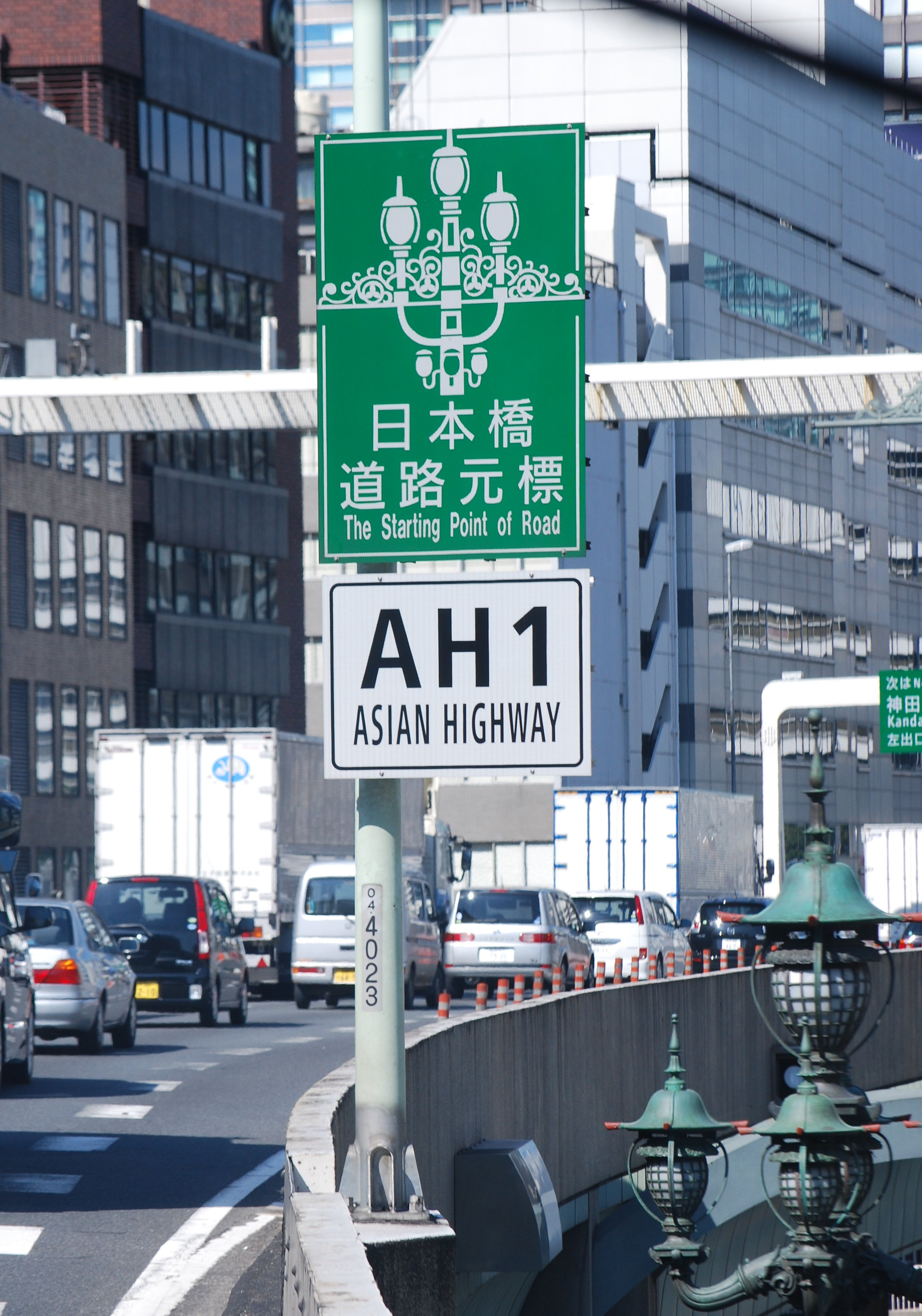
AH1 у Ніхонбасі, Токіо, «нульовий стовп» для вимірювання відстані по шосе до Токіо.

1200-кілометрова ділянка в Японії була додана до системи в листопаді 2003 року. Вона проходить уздовж наступних платних швидкісних доріг:
- Внутрішній круговий маршрут Shuto Expressway C1, Edobashi JCT до Tanimachi JCT через Takebashi JCT
- Shuto Expressway Route 3 Shibuya Line, Tanimachi JCT до Yoga Exit (Tokyo Interchange)
- Токійська розв'язка до Комакі
- Комакі до Суйта через Кіото
- Суйта до Кобе
- Кобе до Хацукаїті через Хіросіму
- Хіросіма швидка дорога (міська швидкісна дорога), Hatsukaichi до Хацукаїті Маршрут 1
- Японський національний автошлях 2 Хацукаїті до Івакуні
- Швидкісна автомагістраль Саньйо Івакуні до Ямаґуті
- Швидкісний автошлях Тюгоку Ямагуті до Сімоносекі
- Міст Канмон Сімоносекі до Кітакюсю
- Кітакюсю – Фукуока
- Швидкісна дорога Фукуока 4
- Швидкісна дорога Фукуока 1

 Пором Лінія Камелія до Пусана, Південна Корея.
З Фукуоки було запропоновано підводний тунель Японія-Корея для забезпечення фіксованого перетину.

## Південна Корея

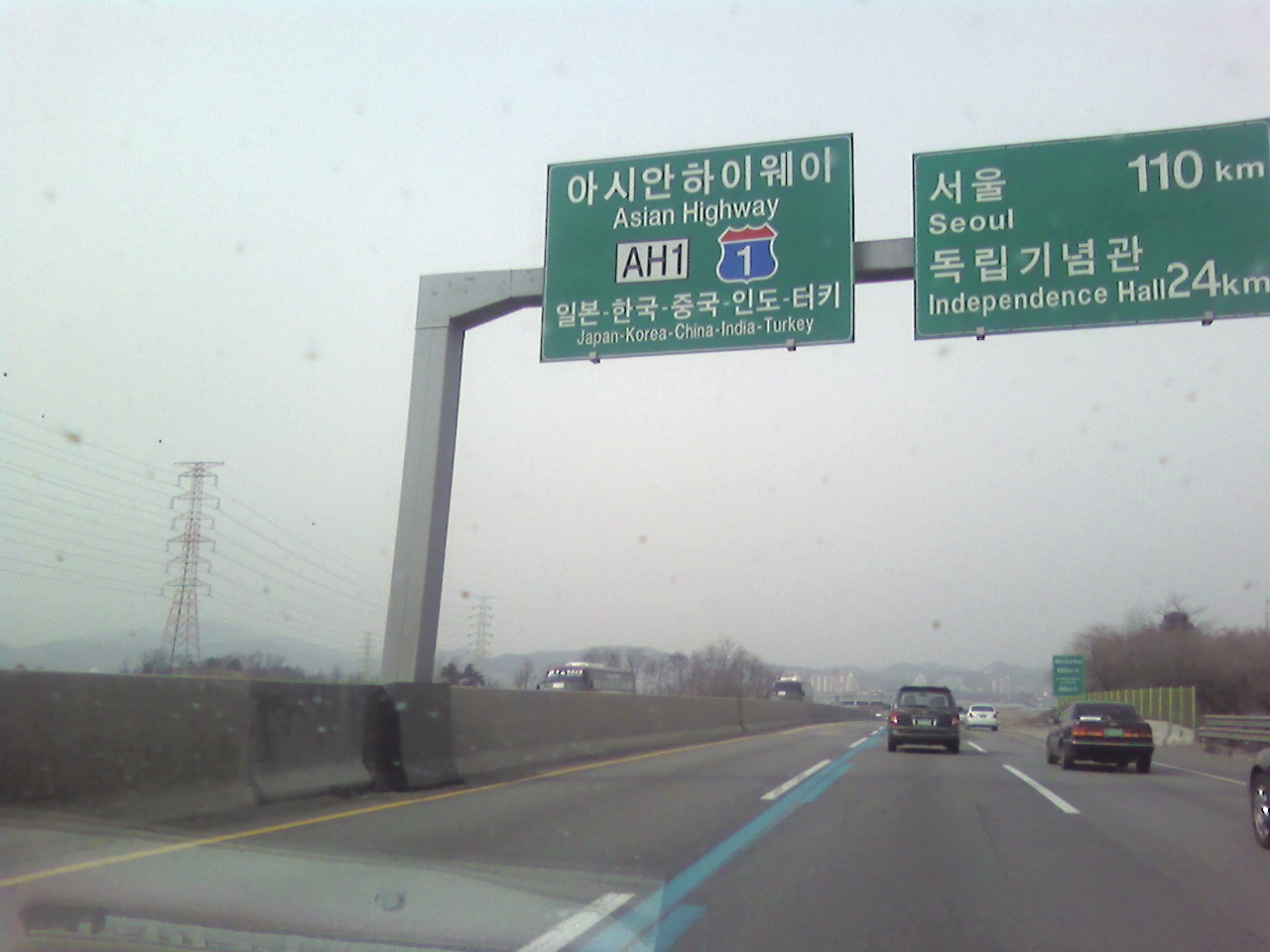
Вивіска вздовж автомагістралі Кьонбу з маркером маршруту AH 1

Ділянка в Південній Кореї в основному йде по швидкісній автостраді Кьонбу. Шосейний кордон Південної та Північної Кореї.
- Маршрут міста Пусан 71 : Пусан - Центр - Пусан - Донгу
- Маршрут міста Пусан 11 : Пусан - Донг-гу - Пусан - Гомчжон-гу
- Швидкісна автомагістраль Кьонбу : Пусан - Кемчжон-гу - Кьонджу - Тегу - Теджон - Сеул - Сочо-гу
- Маршрут міста Сеул 41 : Сеул - Сочо-гу - Сеул - Каннам-гу - Сеул - Йонсан-гу
- Намсан 1-й тунель: Сеул - Йонсан-гу - Сеул - Чонгу
- Маршрут міста Сеул 21 : Сеул - Чонгу - Сеул - Еунпхьонгу
- Національна дорога 1 : Сеул – Еунпхьонгу – Пханмунджом

## Північна Корея
- Пханмунджом – Кесон
- Автострада Пхеньян-Кесон: Кесон - Пхеньян
- Автомагістраль Пхеньян-Сінуйджу (будується): Пхеньян - Сінийджу

## Китай
- У Даньдуні: Новий міст через річку Ялу - проспект Гуомен -  (Даньдун Сіньцю IC) -  G11 Чжанцзябао JCT -  G1113 Даньдун JCT
- G1113 Даньдун - Шеньян
- У Шеньяні  G1501 Шеньяні: Сяшенгоу JCT - Цзіньбаотай JCT - Бейлігуань JCT
- G1 Шеньян - Цзіньчжоу - Пекін
- У Пекіні:  G4501 Ши Юань JCT - Маджу JCT - Шуанъюань JCT - Фаншань Лиюань JCT
- G4 Пекін - Шицзячжуан - Чженчжоу - Сіньян - Ухань - Чанша - Сянтань - Гуанчжоу
- У Гуанчжоу  G1508: Тайхе JCT - Луншань JCT - Лепінг JCT - Хенцзян JCT
- G80 Гуанчжоу - Наньнін
- G7211 Наньнін - Перепустка дружби

### Гілка Гуанчжоу - Гонконг
- G1508: Taihe JCT - Huocun JCT
- G4: Гуанчжоу - Шеньчжень (Порт Хуанган)

## Гонконг, Китай

### Гілка Гуанчжоу - Гонконг
- Автошлях 10: Порт Шеньчжень Бей - Західний коридор Гонконг-Шеньчжень - Лам Тей
- Автошлях 9: Лам Тей - Довге шосе Юен - Шосе Сан-Тін - Контрольний пункт Лок Ма Чау

## В'єтнам
- Національне шосе 1:

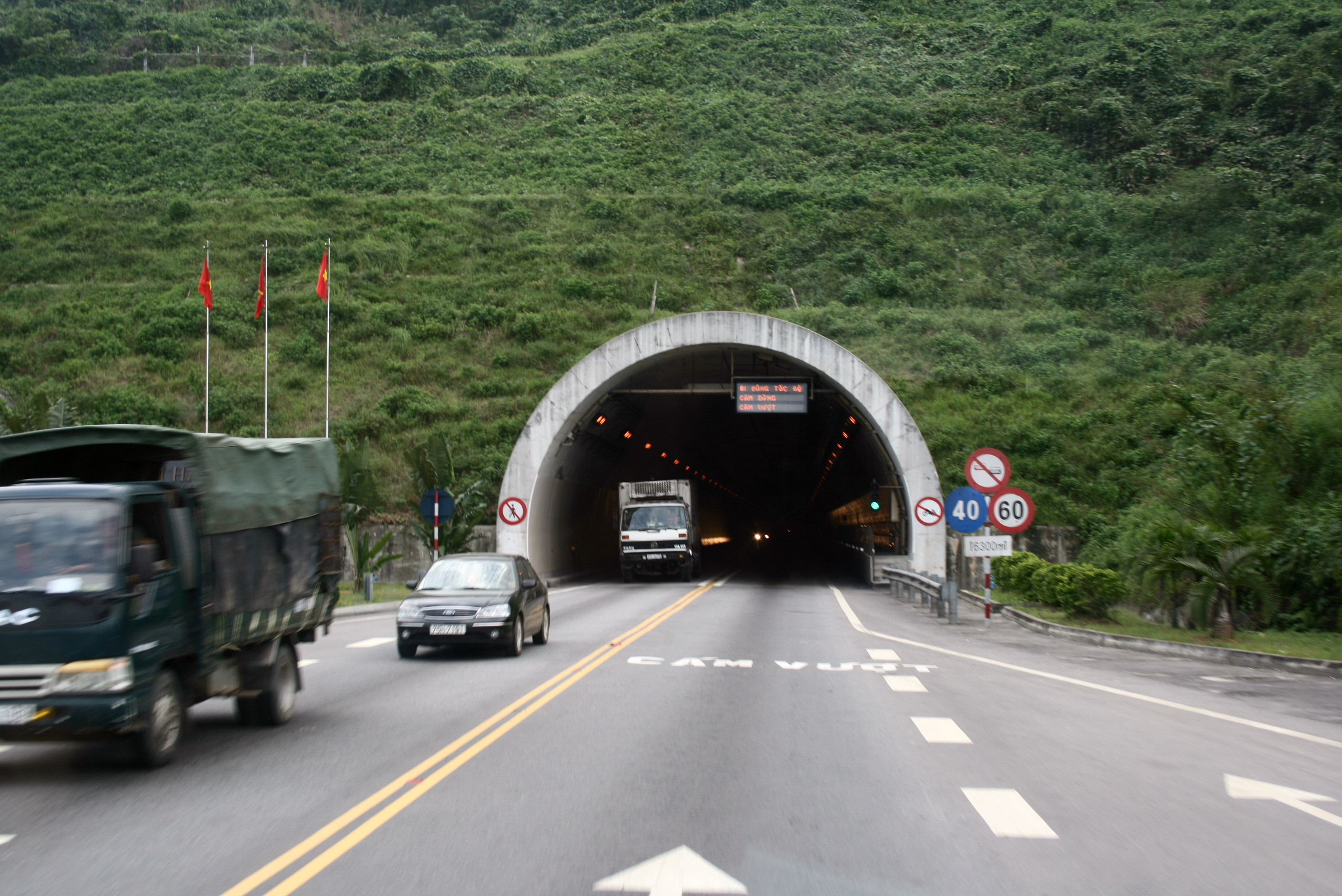
Північний вхід тунелю Хайван

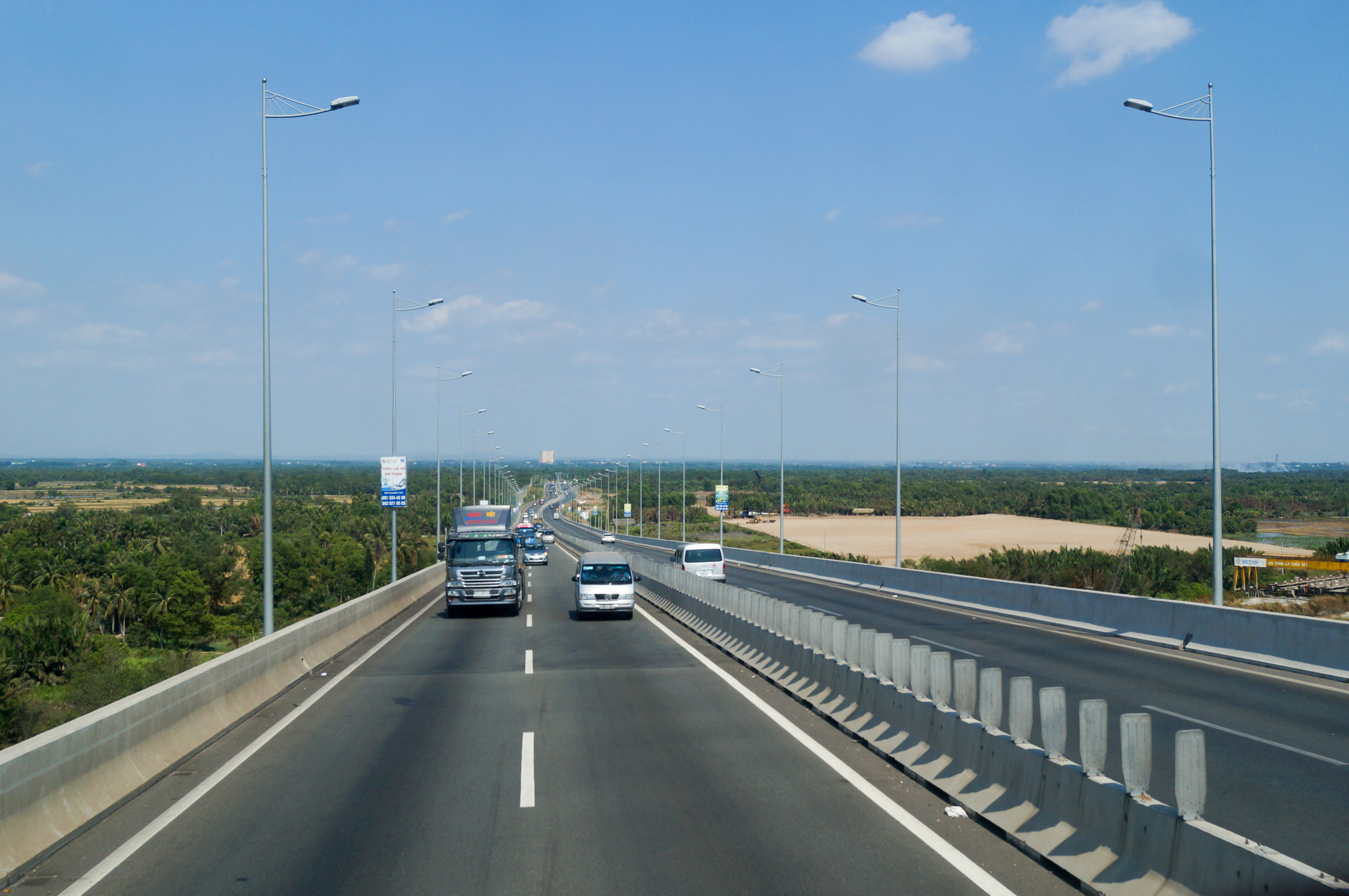
Міст Лонгтхань, Хошимін (Long Thành)

Перевал Дружби (кит.: 友誼關; в'єт. Hữu Nghị Quan ) - Донгданг - Ханой - Вінь - Донгхой - Донгха - Хюе - Дананг - Хоян - Куїньон - Нячанг - Фантх'єт - Б'єнхоа - Хошимін
- Хошимін - Міжнародний кордон між В'єтнамом і Камбоджею

В майбутньому, (Перевал Дружби - міст Лонгтхань), (Маршрут 25 - Лонгчионг), (Лонгчионг - Гокмон) і стане AH1 замість нинішніх Національного шосе 1 і Національного шосе 22.

## Камбоджа
- Маршрут 1: Бавет - Пномпень
- Маршрут 5: Пномпень - Пойпет

## Таїланд

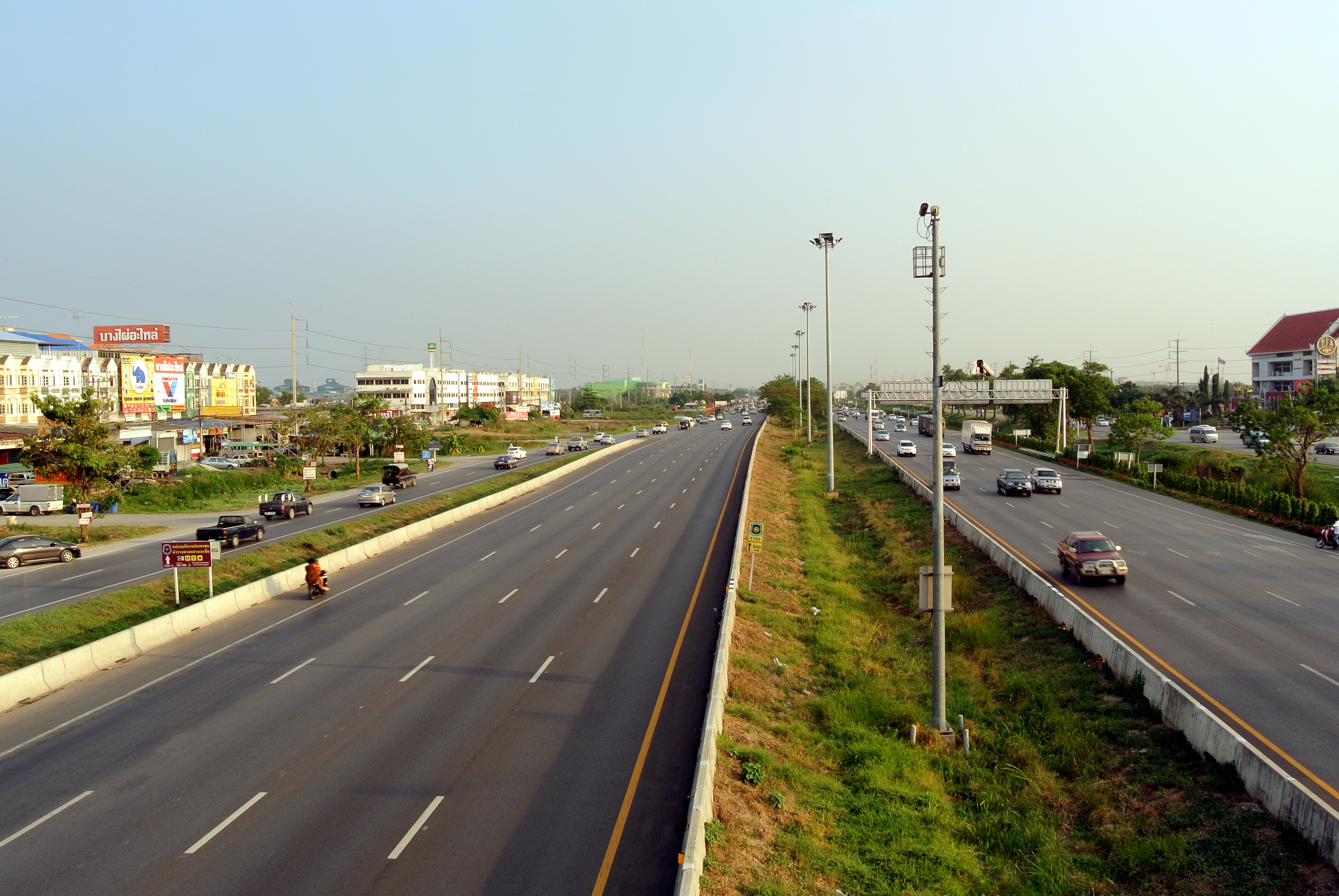
AH1, AH2 і Thailand Route 32 в Аюттхая

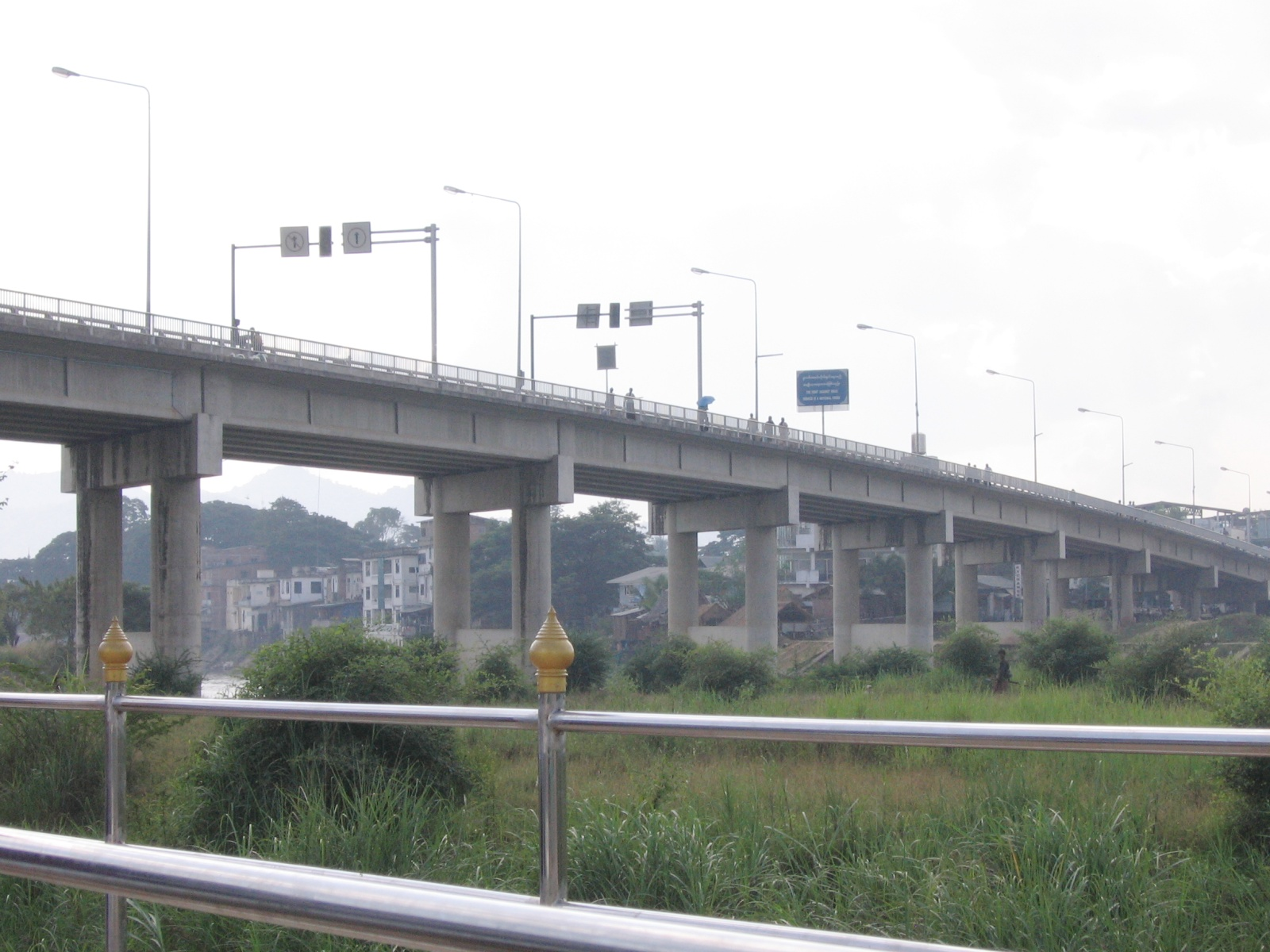
Тайська М'янма Міст дружби

- Маршрут 33 : Араньяпратхет - Кабін Бурі - Хін-Конг
- Маршрут 1 : Хін Конг - Банг Па Ін
- Маршрут 32 : - Банг Па Ін - Чай Нат
- Маршрут 1 : Чай Нат - Так
- Маршрут 12 : Так - Мае Сот

## М'янма
- Національне шосе 8 : М'явадді - Паягі
  - Відгалуження швидкісної дороги Янгон–Мандалай : Паягі - Янгон
- Швидкісна автомагістраль Янгон–Мандалай : Паягі – Мейктіла – Мандалай
- Національне шосе 7 : (одночасно з ): Мандалай - Таму

## Індія (Схід)
- Національне шосе 102: Море - Імпхал
- НШ 2: Імпхал - Вісвема - Кохіма
- НШ 29: Кохіма - Чумукедіма - Дімапур - Добока
- НШ 27: Добока - Нагаон - Джорабат
- НШ 6: Джорабат - Шиллонг
- НШ 206: Шиллонг - Dawki

## Бангладеш

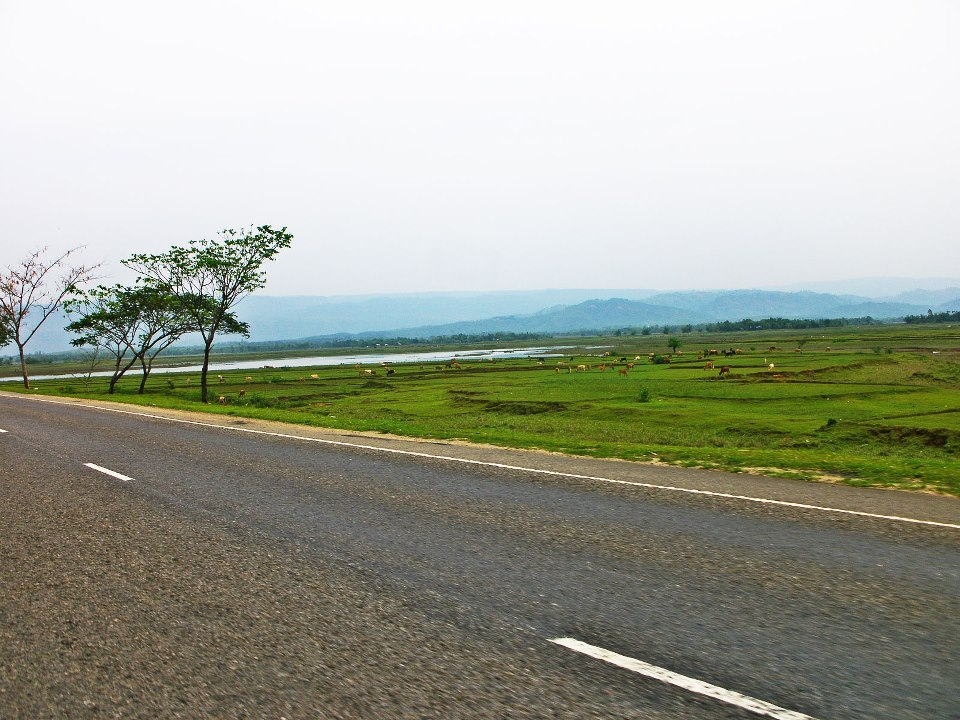
N2 в Бангладеш

- Національне шосе Бангладеш 2: Тамабіл, Силхет - Сілет - Канчпур - Дакка
- N8: Швидкісна автострада Бангабандху Шейха Муджібура Рахмана
- N804: Бханга, Фарідпур - Аліпор, Фарідпур
- N803: Аліпор, Фарідпур - Воротар, Фарідпур
- N7: Фарідпур - Джессор
- N706: Джессор - Бенаполь[2]

## Індія (Захід)

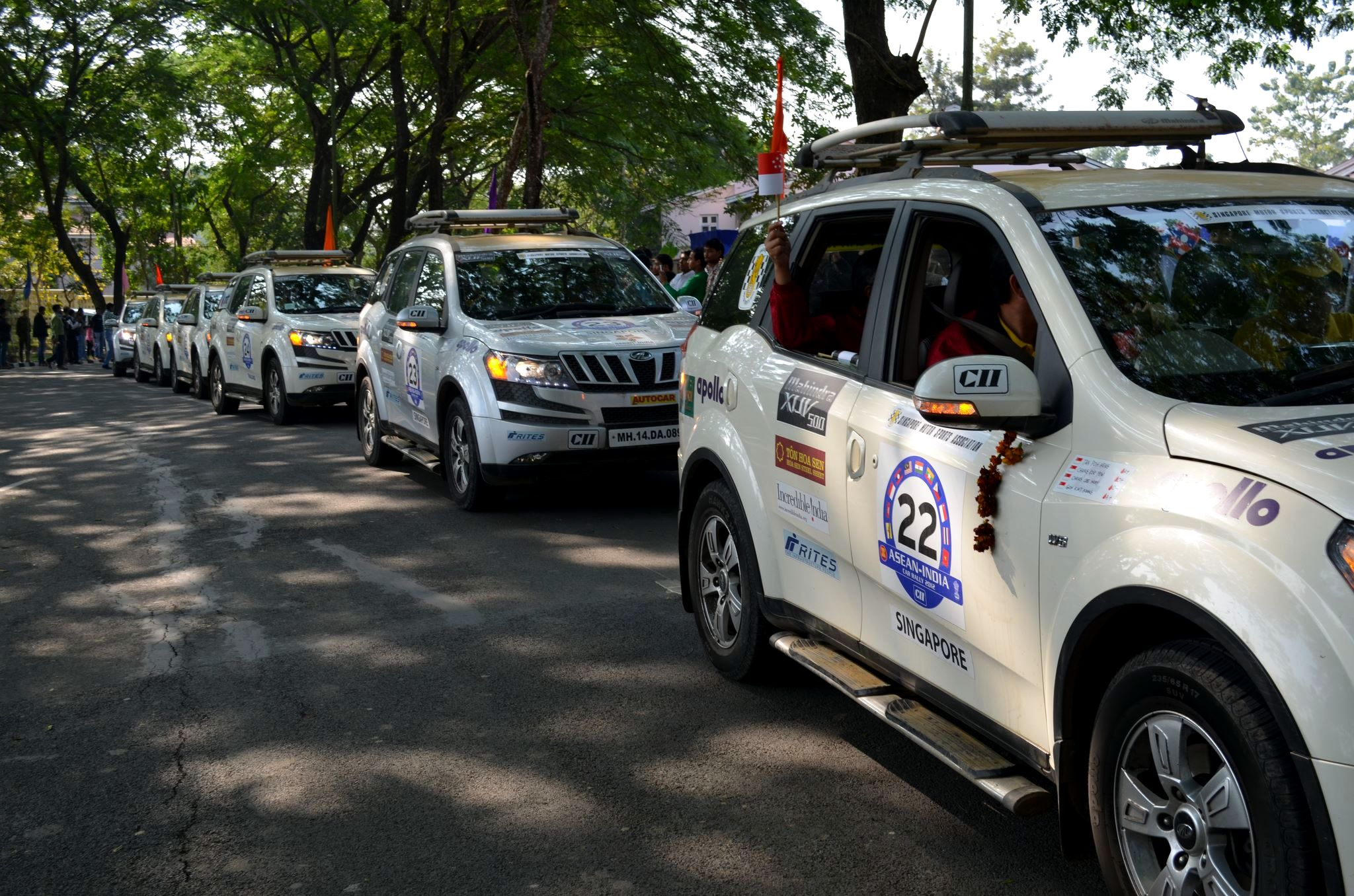
Автомобільний ралі АСЕАН в Індії, що перетинає AH1 у Нумалігарху

- НШ 112: Петраполь - Барасат
- НШ 12: Барасат - Аеропорт Колката
- НШ 19: Данкуні - Дургапур -Асансол - Дханбад Бархі - Моханія - Варанасі - Праяградж - Канпур - Агра - Нью-Делі
- НШ 44: Нью-Делі - Соніпат - Амбала - Джаландхар
- НШ 3: Джаландхар - Амритсар - Аттарі

## Пакистан

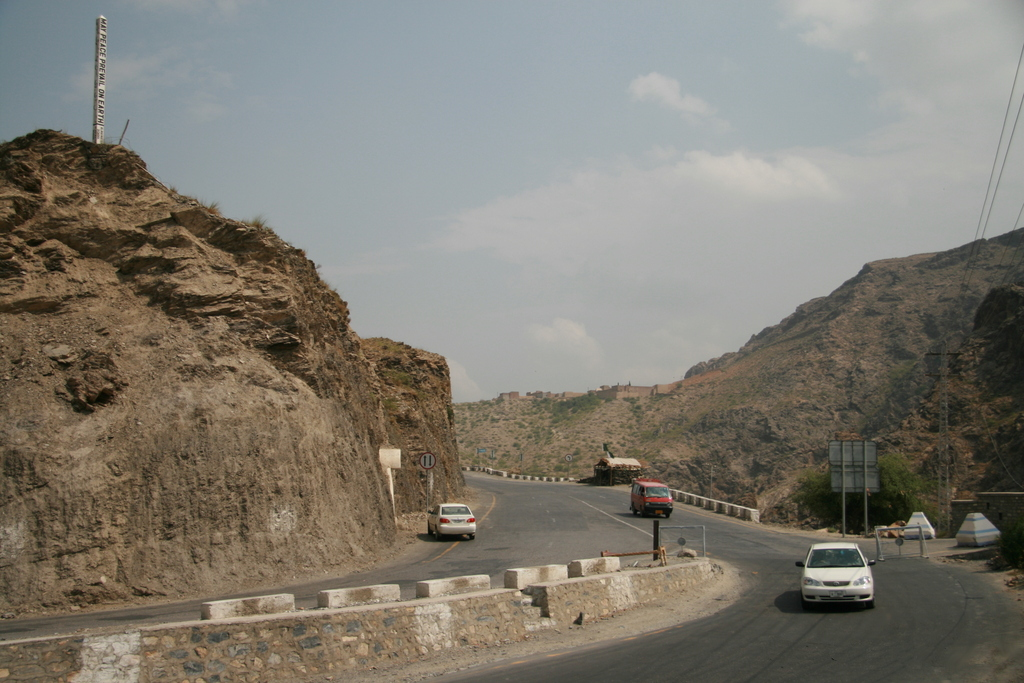
Хайберський перевал 2007 рік

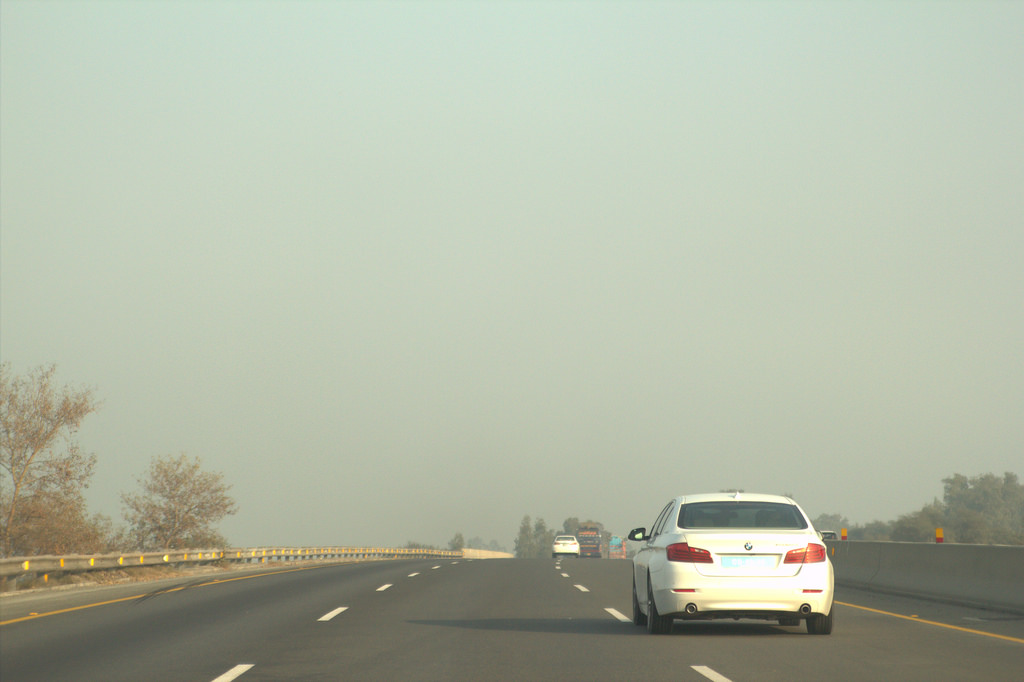
Автострада M2, Лахор-Ісламабад

- Великий колісний шлях, Вагах — Лахор
- М-2 Лахор — Ісламабад
- М-1 Ісламабад — Пешавар
- Пешавар — Торкхам

## Афганістан
- Кільцева автомагістраль Афганістану: Джелалабад - Кабул - Кандагар - Деларам - Герат - Іслам-Кала

## Іран
- : Іслам Кала - Тайбад
- : Taybad - Sang Bast
- : Санг Баст - Нішапур - Себзевар - Імамшехр - Дамган - Семнан - Тегеран
- : Тегеран - Казвін - Зенджан - Тебриз
- : Тебриз - Базарган

## Туреччина

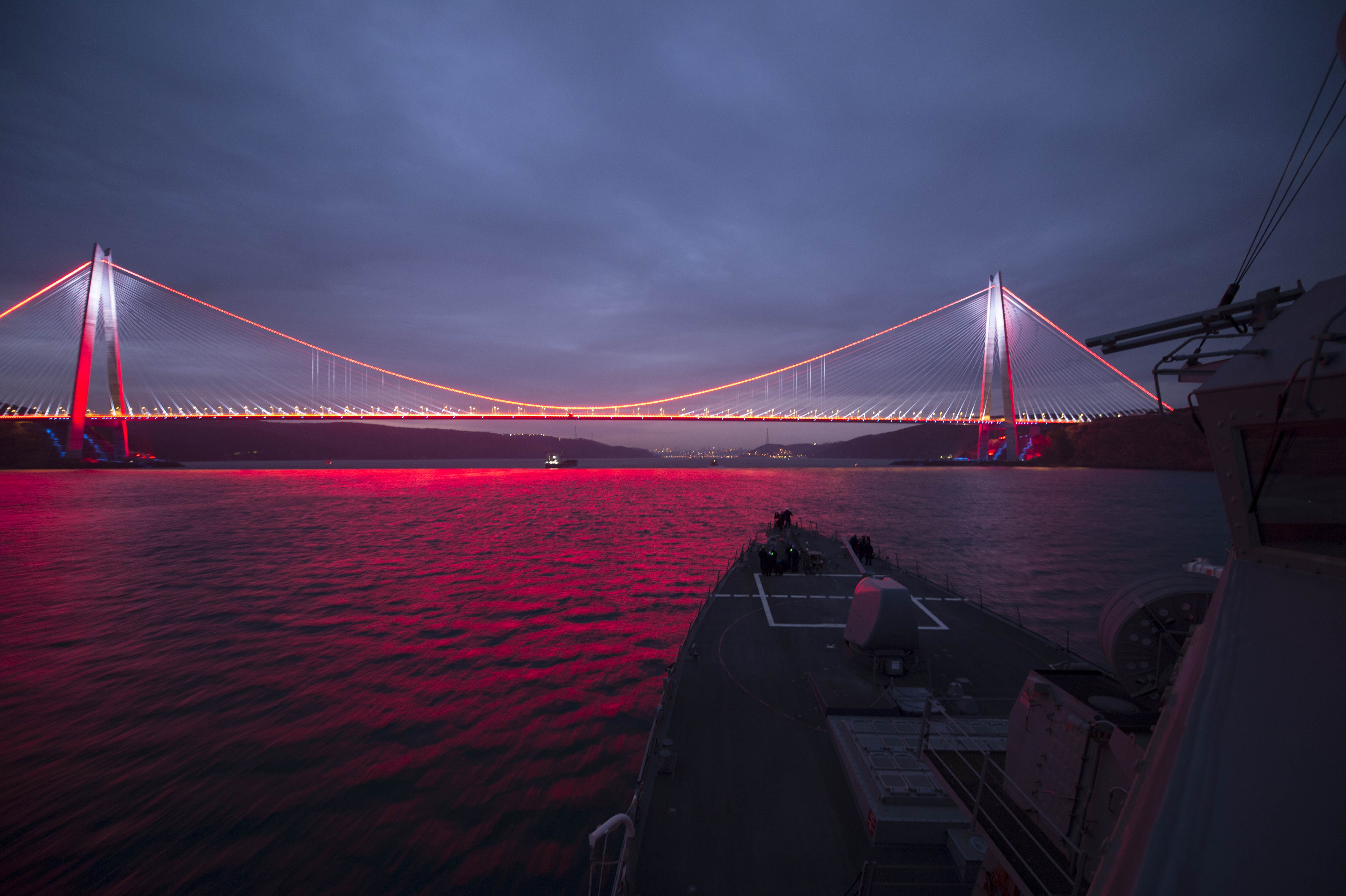
Міст Явуза Султана Селіма

- E80 / D.100 D100: Гюрбулак - Догубаязит - Ашкале - Рефахіє
- E90 / D.200 D200: Рефахіє - Сівас - Анкара
- E89 / O-4 Отойол 4: Анкара - Гереде - Стамбул
- E84 / O-7 Отойол 7: Стамбул
- E80 / O-3 Отойол 3: Стамбул - Едірне - - Капикуле (Bulgaria,  Автошлях Мариця)

## Підключення до E80

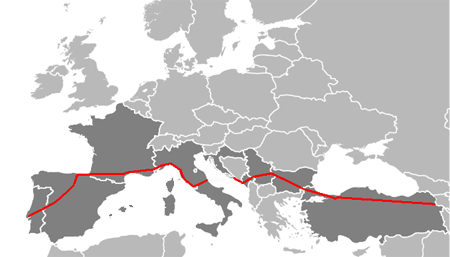
E80 через південну Європу

Маршрут AH1 сполучає в Туреччині. E80 продовжується в мережі доріг E від прикордонної станції в Ґюрбулаку в Туреччині до Стамбула, а потім автомагістралями E80 до Капітан Андреево/Капікуле, Софії, Ніша, Приштини, Дубровника, Пескари, Рима, Генуї, Ніцци, Тулузи, Бургоса, Вальядоліда, Саламанка і, нарешті, Лісабон на березі Атлантичного океану.